# Городское поселение посёлок Джебарики-Хая
Городско́е поселе́ние посёлок Джебарики-Хая — муниципальное образование в Томпонском районе Якутии Российской Федерации.
Административный центр — пгт Джебарики-Хая.

## История
Статус и границы городского поселения установлены Законом Республики Саха (Якутия) от 30 ноября 2004 года N 173-З N 353-III «Об установлении границ и о наделении статусом городского и сельского поселений муниципальных образований Республики Саха (Якутия)».

## Население
| 2011  | 2012  | 2013  | 2014  | 2015  | 2016  | 2017  |
| ----- | ----- | ----- | ----- | ----- | ----- | ----- |
| 1685  | ↘1662 | ↘1624 | ↘1584 | ↘1499 | ↘1441 | ↘1364 |
| 2018  | 2019  | 2020  | 2021  | 2023  |       |       |
| ↘1268 | ↘1192 | ↘1145 | ↘1025 | ↘1008 |       |       |

## Состав городского поселения
| № | Населённый пункт | Тип населённого пункта      | Население |
| - | ---------------- | --------------------------- | --------- |
| 1 | Джебарики-Хая    | пгт, административный центр | ↘1008     |